# 放射免疫分析

放射免疫分析所采用的竞争性免疫结合反应

放射免疫分析（英語：radioimmunoassay，RIA）又称放射免疫测定，简称放免或放免法，是一种在无须采用生物测定方法的情况下，利用放射性核素示踪技术和免疫学抗原抗体特异性相结合，再通过测定放射性来分析体内微量成分的分析技术；用于检测抗原（例如血清之中激素的水平）的实验室测定方法。
这一方法是由羅莎琳·薩斯曼·耶洛和Solomon Berson于1950年代创建的。耶洛因建立胰岛素的RIA检测方法而获1977年诺贝尔生理学或医学奖：对此类微量激素的精确测定在当时的内分泌学领域被认为是一项突破。

## 基本原理
RIA的基本原理为：放射性同位素标记的抗原（简称“标记抗原”）和非标记抗原（标准抗原或待测抗原）同时与数量有限的特异性抗体之间发生竞争性结合（抗原－抗体反应）。由于标记抗原与待测抗原的免疫活性完全相同，对特异性抗体具有同样的亲和力，当标记抗原和抗体为数量恒定时，待测抗原和标记抗原的总量大于抗体上的有效结合点时，标记抗原-抗体复合物的形成将随着待测抗原量的增加而减少，而非结合的或游离的标记抗原则随着待测抗原数量的增加而增加（也就是所谓的竞争结合反应），因此测定标记抗原-抗体或标记抗原即可推出待测抗原的数量。
抗原的放射性标记常常是利用碘发射γ射线的放射性同位素与酪氨酸结合来实现的。病人血清等标本之中所含的是未经放射性标记的抗原（亦可称为“冷”抗原），即待测抗原。总体上来说，特异性抗体之上抗原结合部位的数量是有限的。相对有限的抗原结合部位而言，标记抗原与待测抗原之间属于竞争关系。通过绘制结合曲线，即可计算出病人血清之中待测抗原的确切数量。
在采用这种方法的时候，结合抗原与非结合抗原之间的分离至关重要。最初，为了沉淀和离心抗原－抗体反应所形成的免疫复合物，分离方法采用的是针对第一抗体的第二抗体。后来，在对T3和T4进行RIA测定时，哥伦比亚大学的Werner和Acebedo对RIA方法进行了扩展，采用活性炭悬浊液进行沉淀。1975年，Acebedo和Hayek等人在BBRC之上发表了人TSH的超微量RIA法。

## 优缺点
RIA技术极其敏感而又极其特异，但自動化機台的取得卻較受限，且成本也不低。同时，RIA还需要特殊的预防措施，因为其要用到放射性物质。因此，如今RIA在很大程度上已经被ELISA所取代。就ELISA而言，抗原－抗体反应的测定采用的是颜色变化信号，而不是放射性信号。